# 바이어슈트라스의 곱 정리
바이어슈트라스의 곱 정리(Weierstrass product theorem) 혹은 바이어슈트라스 분해정리(Weierstrass factorization theorem)란 해석학의 정리로서, 19세기에 복소해석학이 이룬 괄목할 만한 성과 중 하나로 간주된다. 카를 바이어슈트라스(Karl Theodor Wilhelm Weierstraß)가 제출한 이 정리는 다음과 같이 표현된다:
- (존재성) 극점이 존재하지 않는 복소수 수열이 주어지면, 이 점들만 영점으로 가지는 전해석함수가 최소 하나 존재한다.
- (부분적 경우의 구성) 주어진 0이 아닌 수열 {\displaystyle (a_{n})}에 대하여, 하나의 전해석함수는 다음과 같다.

{\displaystyle f(z)=\prod _{n=1}^{\infty }{e^{P_{n}(z)}\left(1-{\frac {z}{a_{n}}}\right)}}  {\displaystyle \left({\mbox{for }}P_{n}(z)=\sum _{k=1}^{\infty }{{\frac {1}{k}}\left({\frac {z}{a_{n}}}\right)^{k}}\right)}

## 증명
간단한 형태의 구성 방법 증명만 다룬다. 좀 더 포괄적인 존재성에 관한 증명은 여기에서는 생략한다.

### 구성
- {\displaystyle |z|\leq R<2R\leq |a_{n}|}이면 {\displaystyle P_{n}(z)}는,

{\displaystyle \left|P_{n}(z)+\log \left(1-{\frac {z}{a_{n}}}\right)\right|\leq 2\left|{\frac {z}{a_{n}}}\right|^{n+1}\leq {\frac {1}{2^{n}}}}을 만족한다.
- 다시 말해서 충분히 큰 M에 대하여 {\displaystyle 2R\leq |a_{M}|}이면,

{\displaystyle \sum _{n=M}^{\infty }{\left|P_{n}(z)+\log \left(1-{\frac {z}{a_{n}}}\right)\right|}\leq \sum _{n=M}^{\infty }{\frac {1}{2^{n}}}<1}이다.
- 그러므로 바이어슈트라스 M-판정법에 의하여, {\displaystyle f(z)=\prod _{n=1}^{\infty }{e^{P_{n}(z)}\left(1-{\frac {z}{a_{n}}}\right)}}는 임의의 폐집합에서 균등수렴하게 된다. 그런데 바이어슈트라스의 균등수렴 정리에 의하여, 이 조건에서 {\displaystyle f}는 그 폐집합 {\displaystyle D}에서 정칙이다. 따라서 {\displaystyle f(z)}는 {\displaystyle (a_{n})}의 모든 점들만 영점으로 가지는 전해석함수이다.

## 일반화
미타그레플레르 정리를 이용하여 바이어슈트라스의 곱 정리를 다음과 같이 일반화할 수 있다.
- 정리 : {\displaystyle (a_{n})}을 {\displaystyle \infty } 로 발산하는 서로 다른 복소수들의 수열이며 {\displaystyle (b_{n})}은 임의의 복소수열이라 하자. 그러면 모든 자연수 {\displaystyle n}에 대하여 {\displaystyle f(a_{n})=b_{n}} 을 만족하는 전해석함수 {\displaystyle f}가 적어도 하나 존재한다.

## 참고 문헌
- 고석구, 『복소해석학개론(2판)』, 경문사, 2005
- 강승필, 『해설 복소함수론』, 경문사, 2007

## 같이 보기
- 쿠쟁 문제
- 미타그레플레르 정리